# Otse Hill
Otse Hill (1 491 m n. m.) je hora v jižní Africe. Leží na území Botswany v Jihovýchodním distriktu nedaleko města Otse. Je to nejvyšší hora Botswany. Jako nejvyšší však bývá často označován též Monalanong Hill (1 494 m n. m.?) či Tsodilo Hills (1 489 m n. m.).